# Gabriel Motta
Gabriel Rodrigues Motta, noto semplicemente come Gabriel Motta (São Bernardo do Campo, 16 agosto 1999), è un giocatore di calcio a 5 brasiliano naturalizzato italiano.

## Carriera
In possesso della doppia cittadinanza, nel settembre del 2020 Motta partecipa a uno stage della nazionale italiana. Il 28 gennaio 2021 debutta con la maglia azzurra durante l'incontro vinto per 3-0 contro il Montenegro valido per le qualificazioni al campionato europeo 2022. Il 17 gennaio 2022 viene incluso nella lista definitiva dell'Italia per il Campionato europeo 2022 del quale, tuttavia, gioca solamente la prima partita contro la Finlandia prima di fermarsi per un infortunio muscolare. Al posto di Motta verrà convocato il pivot Júlio De Oliveira.

## Palmarès

### Competizioni giovanili
- Campionato italiano Under-19: 1
Maritime: 2017-18
- Coppa Italia Under-19: 1
Maritime: 2017-18

### Competizioni nazionali
- Supercoppa di Spagna: 1
Cartagena: 2023
- Campionato spagnolo: 1
Cartagena: 2023-2024